# George Steiner
Francis George Steiner (Neuilly-sur-Seine, 23 de abril de 1929-Cambridge, Reino Unido, 3 de febrero de 2020), conocido como George Steiner, fue un profesor, filósofo, crítico y teórico de la literatura y de la cultura franco-anglo-estadounidense, especialista en literatura comparada y teoría de la traducción.
Autor de numerosos ensayos sobre la teoría del lenguaje y la traducción, y sobre la filosofía de la educación, es más conocido por su crítica literaria, en particular en The New Yorker y The Times Literary Supplement. Escritor políglota (traductor en francés, alemán, inglés, italiano, griego, latín) y trilingüe perfecto, tiene tres lenguas maternas (fue educado simultáneamente en alemán, francés e inglés). Se definió como una persona extraterritorial.
Arquetipo del intelectual europeo, estuvo inmerso en muchas culturas gracias a su educación trilingüe. Ardiente defensor de la cultura greco-latina clásica y de la ineludible tarea de formarse en letras clásicas de quien aspire a ser humanista, fue uno de los pensadores europeos contemporáneos que podían leer obras escritas en muchos idiomas.
Fue profesor emérito del Churchill College de la Universidad de Cambridge (desde 1961) y del St Anne's College de la Universidad de Oxford.
Su ámbito de interés principal fue la literatura comparada. Su obra como crítico tiende a la exploración, con reconocida brillantez, de temas culturales y filosóficos de interés permanente, contrastando con las corrientes más actuales por las que ha transitado buena parte de la crítica literaria contemporánea. Su obra ensayística ha ejercido una importante influencia en el discurso intelectual público de los últimos cincuenta años.
Escribió desde 1995 para The Times Literary Supplement; a lo largo de su trayectoria, colaboró también con otras publicaciones periódicas, tanto de forma continua (The Economist en 1952-1956, The New York Times en 1961-1964, The New Yorker en 1967-1997 y The Observer en 1998-2001) como esporádica (London Review of Books, Harper's Magazine). Publicó, además, varias novelas y libros de poesía.

## Biografía
Nacido en París el 23 de abril de 1929 en el seno de una familia judía de origen vienés, hijo de Frederick George y Else Steiner. Su primera educación la recibió en un Liceo parisino y luego en el Liceo Francés de Nueva York, tras haberse trasladado con su familia en 1940 para huir del nazismo.
Steiner (que no usó su nombre Francis desde su época de estudiante) se casó con Zara Alice Shakow en 1955, a quien había conocido a través de unos amigos en 1952. Tuvieron un hijo (David, Decano de la School París). Obtuvo su licenciatura por la Universidad de Chicago, el MA (Master of Arts) por Harvard y el doctorado por Oxford (Balliol College, del que sería profesor honorario en 1995). Entre 1953 y 1955 Steiner enseñó en el Williams College en Massachusetts.
Steiner publicó varios trabajos durante su etapa universitaria y en 1952 se unió a la redacción de The Economist, en Londres (1952-56). Regresó a los Estados Unidos en 1956 para ingresar en el Institute for Advanced Study de la Universidad de Princeton (1956-58), donde impartió conferencias (1959-60). Obtuvo el puesto de profesor Fulbright en Innsbruck (1958-59) y en 1961 se convirtió en Profesor Fundador del Churchill College en Cambridge, donde fue elegido profesor extraordinario en 1969. En 1974, tras varios años como escritor independiente y conferenciante ocasional, aceptó el puesto de Profesor de Literatura Inglesa y Comparada en la Universidad de Ginebra, en que estuvo hasta 1994, cuando se convirtió en profesor emérito al jubilarse. Desde entonces fue nombrado Weidenfeld Professor de Literatura Comparada y profesor del St Anne's College de Oxford (1994-95), y Norton Professor de Poesía en Harvard (2001-02).

## Obra
Después de Babel: aspectos del lenguaje y la traducción, publicado en inglés en 1975 y con reedición modificada en 1998, es un compendio general de la visión de Steiner sobre los temas del título. Entre sus ideas, expuestas generalmente con una reseña minuciosa de las opiniones que procura refutar, se destacan las siguientes tesis:
- La naturaleza del lenguaje no permite definirlo ni explicarlo solamente como un modo de comunicación, ni caracterizar el habla como una transmisión de informaciones;
- la lingüística no tiene el carácter de una ciencia, y probablemente sea imposible crearla con ese carácter;
- su explicación de la multiplicidad de las lenguas naturales; y
- no existe una verdadera «teoría de la traducción» ni un método que pueda guiar su realización.[9]

### Ensayos
- Tolstoy or Dostoevsky: An Essay in Contrast (1960) (Tolstói o Dostoievski, Madrid, Ediciones Siruela, 2002)[10]
- The Death of Tragedy (1961) (La muerte de la tragedia, Barcelona, Azul Editorial, 2001)
- The Penguin Book of Modern Verse Translation (1966)
- Language and Silence: Essays 1958-1966 (1967) (Lenguaje y silencio: ensayos sobre la literatura, el lenguaje y lo inhumano, Barcelona, Editorial Gedisa, 1994).
- In Bluebeard's Castle: Some Notes Towards the Redefinition of Culture (1971) (En el castillo de Barba Azul: aproximación a un nuevo concepto de cultura, Barcelona, Editorial Gedisa, 1991)
- Extraterritorial: Papers on Literature and the Language Revolution (1972) (Extraterritorial: ensayos sobre la literatura y la revolución lingüística, Barcelona, Barral Editores, 1973)
- The Sporting Scene: White Knights of Reykjavik (1973) (Campos de fuerza: Fischer y Spasski en Reykiavic, Madrid, La Fábrica, 2004)
- Nostalgia for the Absolute (1974) (Nostalgia del absoluto, Madrid, Ediciones Siruela, 2001)[11]
- After Babel: Aspects of Language and Translation (1975) (Después de Babel. Aspectos del lenguaje y la traducción. Traducción de Adolfo Castañón y Aurelio Major. México: Fondo de Cultura Económica. 1995. ISBN 968-16-4696-7.).
- Why English? (1975)
- Has Truth a Future? (1978)
- Heidegger (1978) (Heidegger, Madrid, FCE, 2001).
- On Difficulty and Other Essays (1978) (Sobre la dificultad y otros ensayos, Madrid, FCE, 2001)
- Antigones (1984) (Antígonas: una poética y una filosofía de la lectura, Barcelona, Editorial Gedisa, 1987).
- George Steiner: A Reader (1984)
- A Reading Against Shakespeare (1986)
- Real Presences: Is There Anything in What We Say? (1989)[12] (Presencias reales, Barcelona, Editorial Destino, 1992).
- What is Comparative Literature? (1995)
- Homer in English (1996)
- No Passion Spent: Essays 1978-1996 (1997) (Pasión intacta: ensayos (1978-1995), Madrid, Ediciones Siruela, 1997).
- Errata: An Examined Life (1997) (Errata: el examen de una vida. Traducción de Catalina Martínez Múñoz. Madrid: Ediciones Siruela. 1998. ISBN 84-7844-411-4.).
- Grammars of Creation (2001) (Gramáticas de la creación, Madrid, Ediciones Siruela, 2005).[13]
- Les Logocrates (2003) (Los Logócratas, FCE, Siruela, 2006)
- Lessons of the Masters (2004) (Lecciones de los maestros, Madrid, Ediciones Siruela, 2004).
- Prefacio a la Biblia hebrea (2004) (Ediciones Siruela)
- Une idée de l'Europe (2005) (La idea de Europa, Madrid, Ediciones Siruela, 2005).
- Dix raisons (possibles) à la tristesse de la pensée (bilingüe, 2005)
- Le Silence des livres, suivi de Ce vice encore impuni. (2006) (El silencio de los libros. Trad. María Condor. Madrid. Ediciones Siruela S.A. 2011)[14][15]
- My unwritten books (2008) (Los libros que nunca he escrito, Madrid, Ediciones Siruela, 2008. Traducción de María Condor).
- The poetry of thought. From Hellenism to Celan (2011) (La poesía del pensamiento. Del helenismo a Celan. Trad. María Condor. Madrid: Ediciones Siruela, 2012)
- Necesidad de música. Artículos, reseñas y conferencias (2019) México: Libros Granos de Sal, 2019)

### Narrativa
Las ficciones de Steiner (...) revelan de dónde surgen sus obsesiones y los meandros que recorre su pensamiento, que no son otra cosa que su respuesta al problema fundamental de nuestro tiempo, el planteado por ese horror mayor de la historia que no fue sólo el terror del totalitarismo nazi, sino la «Shoah» (...) del pueblo judío a manos de Hitler y sus secuaces (...)

- Anno Domini: Three Stories (1964) (El año del señor, Barcelona, Ed. Andrés Bello, 1997).
- The Portage to San Cristobal of A. H. (1981) (El traslado de A. H. a San Cristóbal, Barcelona, Mondadori, 1994).
- Proofs and Three Parables (1992) (Prueba y tres parábolas, Barcelona, Ediciones Destino, 1992)
- The Deeps of the Sea, and Other Fiction (1996)

### Entrevistas y conversaciones
- Entretiens avec Ramin Jahanbegloo (1992) (George Steiner en diálogo con Ramin Jahanbegloo, Madrid, Anaya & Mario Muchnik, 1994)
- Ce qui me hante, Entretiens avec Antoine Spire (1998) (La barbarie de la ignorancia, Madrid, Del Taller de Mario Muchnik, 1998).
- Éloge de la transmission. Entretien avec Cécile Ladjali (2003) (Elogio de la transmisión: maestro y alumno, Madrid, Ediciones Siruela, 2005).
- Un long samedi. Entretiens (2016) (Un largo sábado. Conversaciones con Laure Adler. Trad. Julio Baquero Cruz. Madrid: Siruela, 2016).

## Distinciones honoríficas
Entre otras:
- Beca Guggenheim (1971-72)
- Miembro honorario de la Academia Estadounidense de las Artes y las Ciencias (1989)
- Hon. D. Litt de las siguientes universidades:
  - Anglia Oriental (1976)
  - Lovaina (1980)
  - Mount Holyoke College, EE. UU. (1983)
  - Brístol (1989)
  - Glasgow (1990)
  - Lieja (1990)
  - Úlster (1993)
  - Durham (1995)
  - Salamanca (2002)
  - Gerona (2012)
- Caballero de la Legión de Honor (1984)
- Premio Truman Capote a toda una vida distinguida por la Universidad de Stanford (1998)
- Fellowship de la Academia Británica
- Premio Príncipe de Asturias de Comunicación y Humanidades (2001)
- Premio Internacional Alfonso Reyes (2007)